# Hemirrhagus elliotti
Hemirrhagus elliotti är en spindelart som först beskrevs av Willis J. Gertsch 1973.  Hemirrhagus elliotti ingår i släktet Hemirrhagus och familjen fågelspindlar. Inga underarter finns listade i Catalogue of Life.